# Dekanat Baden
Dekanat Baden – jeden z 17 dekanatów rzymskokatolickich wchodzących w skład wikariatu Unter dem Wienerwald archidiecezji wiedeńskiej w Austrii. W jego skład wchodzi 18 parafii. 

## Lista parafii
| Lp. | Miejscowość                  | Parafia                                   | Kościół                                                  | Grafika |
| --- | ---------------------------- | ----------------------------------------- | -------------------------------------------------------- | ------- |
| 1   | Bad Vöslau                   | Parafia św. Jakuba Starszego              | Kościół św. Jakuba Starszego w Bad Vöslau                |         |
| 2   | Baden                        | Parafia św. Krzysztofa                    | Kościół św. Krzysztofa w Baden                           |         |
| 3   | Baden                        | Parafia św. Józefa                        | Kościół św. Józefa w Baden                               |         |
| 4   | Baden                        | Parafia św. Stefana                       | Kościół św. Stefana w Baden                              |         |
| 5   | Günselsdorf-Blumau-Neurißhof | Parafia św. Józefa                        | Kościół św. Józefa w Günselsdorf-Blumau-Neurißhof        |         |
| 6   | Bad Vöslau-Gainfarn          | Parafia św. Jana Chrzciciela              | Kościół św. Jana Chrzciciela w Bad Vöslau-Gainfarn       |         |
| 7   | Günselsdorf                  | Parafia św. Grzegorza                     | Kościół św. Grzegorza w Günselsdorf                      |         |
| 8   | Kottingbrunn                 | Parafia św. Achatiusa                     | Kościół św. Achatiusa w Kottingbrunn                     |         |
| 9   | Möllersdorf                  | Parafia Najświętszego Imienia Maryi       | Kościół Najświętszego Imienia Maryi w Möllersdorf        |         |
| 10  | Oberwaltersdorf              | Parafia św. Jakuba Starszego              | Kościół św. Jakuba Starszego w Oberwaltersdorf           |         |
| 11  | Oeynhausen                   | Parafia św. Wawrzyńca                     | Kościół św. Wawrzyńca w Oeynhausen                       |         |
| 12  | Pfaffstätten                 | Parafia Świętych Apostołów Piotra i Pawła | Kościół Świętych Apostołów Piotra i Pawła w Pfaffstätten |         |
| 13  | Schönau an der Triesting     | Parafia św. Andrzeja                      | Kościół św. Andrzeja w Schönau an der Triesting          |         |
| 14  | Sooß                         | Parafia św. Anny                          | Kościół św. Anny w Sooß                                  |         |
| 15  | Tattendorf                   | Parafia Najświętszej Maryi Panny          | Kościół Najświętszej Maryi Panny w Tattendorf            |         |
| 16  | Traiskirchen                 | Parafia św. Małgorzaty                    | Kościół św. Małgorzaty w Traiskirchen                    |         |
| 17  | Tribuswinkel                 | Parafia św. Wolfganga                     | Kościół św. Wolfganga w Tribuswinkel                     |         |
| 18  | Trumau                       | Parafia św. Jana Chrzciciela              | Kościół św. Jana Chrzciciela w Trumau                    |         |